# Semisopochnoi Island
Semisopochnoi Island (russisch Семисопочный (in Umschrift Semisopotschnoi); „Unyax“ oder „Hawadax“ auf Aleutisch; deutsch auch: Ratteninsel) ist eine den USA zugehörige Insel der westlichen Aleuten.
Die 221,7 km² große Insel ist die nordöstlichste der Rat Islands. Sie liegt zwischen Nordamerika und Asien am Südrand des Beringmeers knapp westlich des 180. Längengrads.
Die von Vitus Bering im Jahr 1741 entdeckte Insel ist – als Teil des Pazifischen Feuerrings – vulkanischen Ursprungs, sie blieb bis heute unbewohnt und bietet für viele Seevögel ideale Brutbedingungen. Der Name Semisopochnoi stammt aus dem Russischen und bedeutet „hat sieben Hügel“.
Der aktivste Vulkan ist der Mount Cerberus mit 774 m Höhe. Der Sugarloaf Peak im Süden der Insel ist 855 m hoch. Die höchste Erhebung ist der 1221 m hohe Anvil Peak.

## Letzte Aktivität
Vom 14. bis zum 16. Februar 2020 wurden durch seismische Messungen Explosionen und Tremor aus dem Bereich der Insel festgestellt. Allerdings war wegen schlechten Wetters und der Abgelegenheit der Insel keine Beobachtung möglich. Am 19. Mai 2021 wurden durch lokale Infraschalldetektoren kleinere Explosionen entdeckt. Daher erhöhte der USGS den zuvor auf der Warnstufe Gelb befindlichen Warnlevel auf die Stufe Orange.